# L'alba dei dragoni
(Volpe del Bosco verso Lupo Solitario, paragrafo 346)
L'alba dei dragoni (titolo originale Dawn of the Dragon) è un librogame dello scrittore inglese Joe Dever, pubblicato nel 1992 a Londra dalla Red Fox Children's Books e tradotto in numerose lingue del mondo. È il diciottesimo dei volumi pubblicati della saga Lupo Solitario. La prima edizione italiana, del 1993, fu a cura delle Edizioni EL.

## Trama
Dopo aver ucciso Il Signore di Ixia e provocato la distruzione della sua città Xaagon, Lupo Solitario si trova a Vadera la capitale del regno di Lencia. Qui re Sarnac lo informa di un grave pericolo che incombe sui monaci Ramas: Naar ha inviato i Lavas (dragoni provenienti da un'altra dimensione) per distruggere il Monastero ed annientare il nuovo ordine dei Ramas.
Mentre infuria la Guerra tra Eldenora e Palmyrion Lupo Solitario deve affrontare un viaggio di più di duemila miglia, irto di pericoli, attraverso tutto il Magnamund settentrionale, per giungere a casa e salvare i confratelli prima della distruzione del Monastero.

## Edizione
- Joe Dever, L'alba dei dragoni, traduzione di Laura Pelaschiar McCourt, Collana Librogame, Edizioni EL, 1992,  cap. 350, ISBN 88-7068-540-3.